# Tangy Loch Castle
Tangy Loch Castle ist die Ruine einer befestigten Wohnstatt (Inselburg) auf einer kleinen Insel im Tangy Loch, etwa 3,6 km nordwestlich von Calliburn und etwa 8 km nördlich von Campbeltown auf der Halbinsel Kintyre in der schottischen Council Area Argyll and Bute. Die Ruinen sind als Scheduled Monument denkmalgeschützt.
Früher war die Insel mit dem etwa 150 Meter entfernten Ufer des Sees durch einen Damm verbunden, der heute jedoch 1,8–2,4 Meter hoch überschwemmt ist.
Im 17. Jahrhundert gehörte die Burg dem Clan MacEacharn.